# دوشیزه جهان ۲۰۰۵
دوشیزه جهان ۲۰۰۵ (انگلیسی: Miss Universe 2005)؛ پنجاه و چهارمین دوره دوشیزه جهان بود، که در ۳۱ می ۲۰۰۵ در استان نونتابوری، تایلند برگزار شد. ناتالی گلبووا از کانادا توانست برنده این مسابقه شود.